# At bat

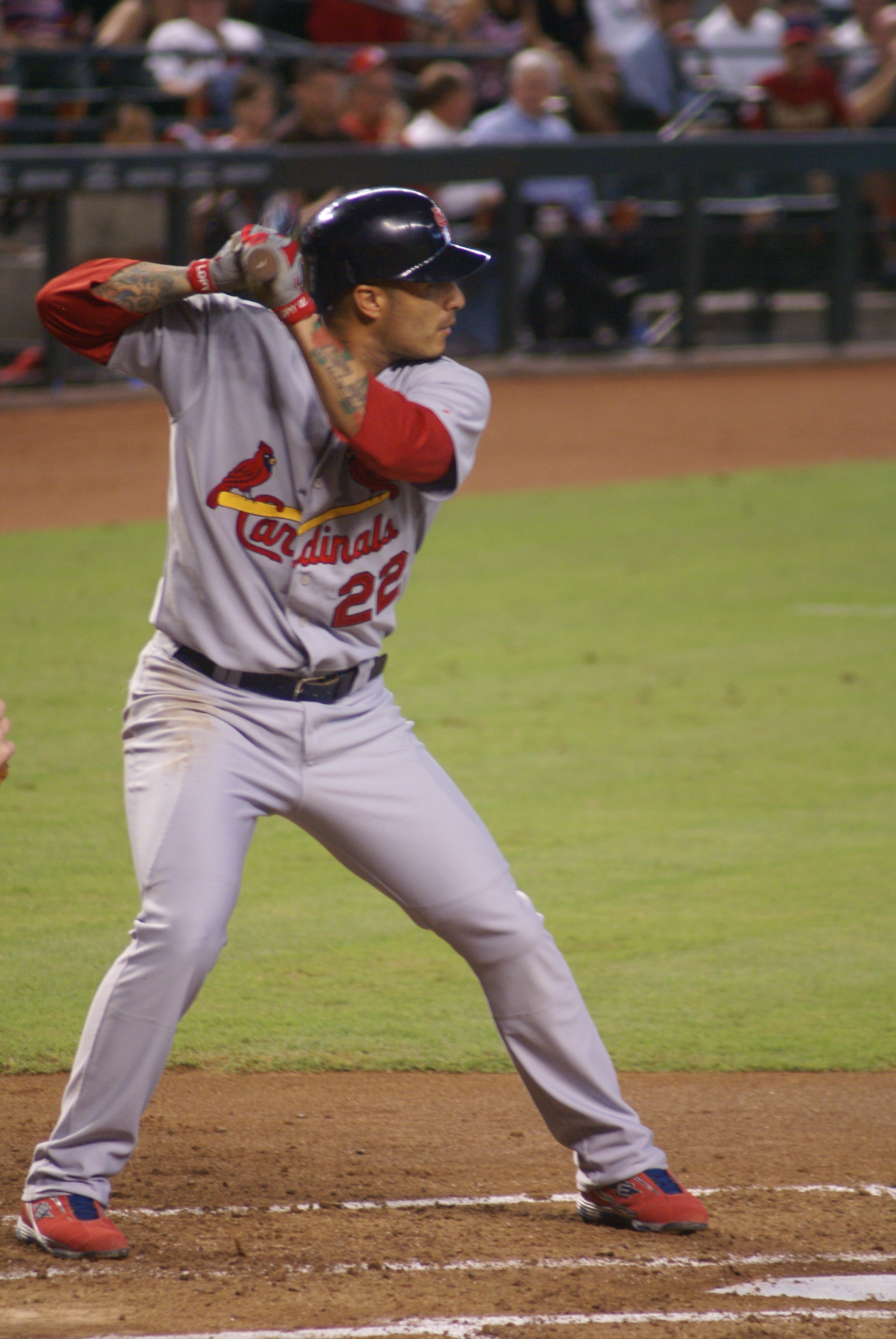
Felipe López (wówczas w St. Louis Cardinals) w pozycji określanej jako at bat.

At bat – statystyka w baseballu dla pałkarza. Jest to liczba jego podejść do bazy domowej w celu odbicia piłki. Brana pod uwagę tylko w przypadku zdobycia bazy poprzez uderzenie, zdobycia bazy po popełnieniu błędu przez drużynę broniącą oraz w przypadku wyeliminowania pałkarza przez miotacza.
Liderem w klasyfikacji wszech czasów pod tym względem jest Pete Rose, który zaliczył 14 053 podejść.

## Inne znaczenieat bat
Niestatystyczne, związane z przepisami gry wyrażenie at bat (turn at bat, time at bat) odnosi się do czasu, jaki zawodnik spędza od pojawienia się na stanowisku pałkarza do jego opuszczenia w wyniku zostania wyautowanym bądź stania się biegaczem, czyli okresu, w którym posługuje się kijem (ang. bat). Termin ten jest często tożsamy z plate appearance.
Kolejny pałkarz na liście odbijania może wejść do gry i zająć swoje stanowisko tylko wtedy, gdy poprzedni zakończy swój at bat. Oznacza to, że w przypadku, gdy pałkarz będący at bat nie został wyautowany lub nie stał się biegaczem, a zmiana dobiegła końca (np. w wyniku trzeciego autu przy próbie kradzieży bazy), kolejną zmianę, w której jego drużyna gra w ataku, rozpoczyna ten pałkarz.
Powyższe sytuacje regulują punkty 6.01(b) i 6.04 "Przepisów gry w baseball".